# Tabu

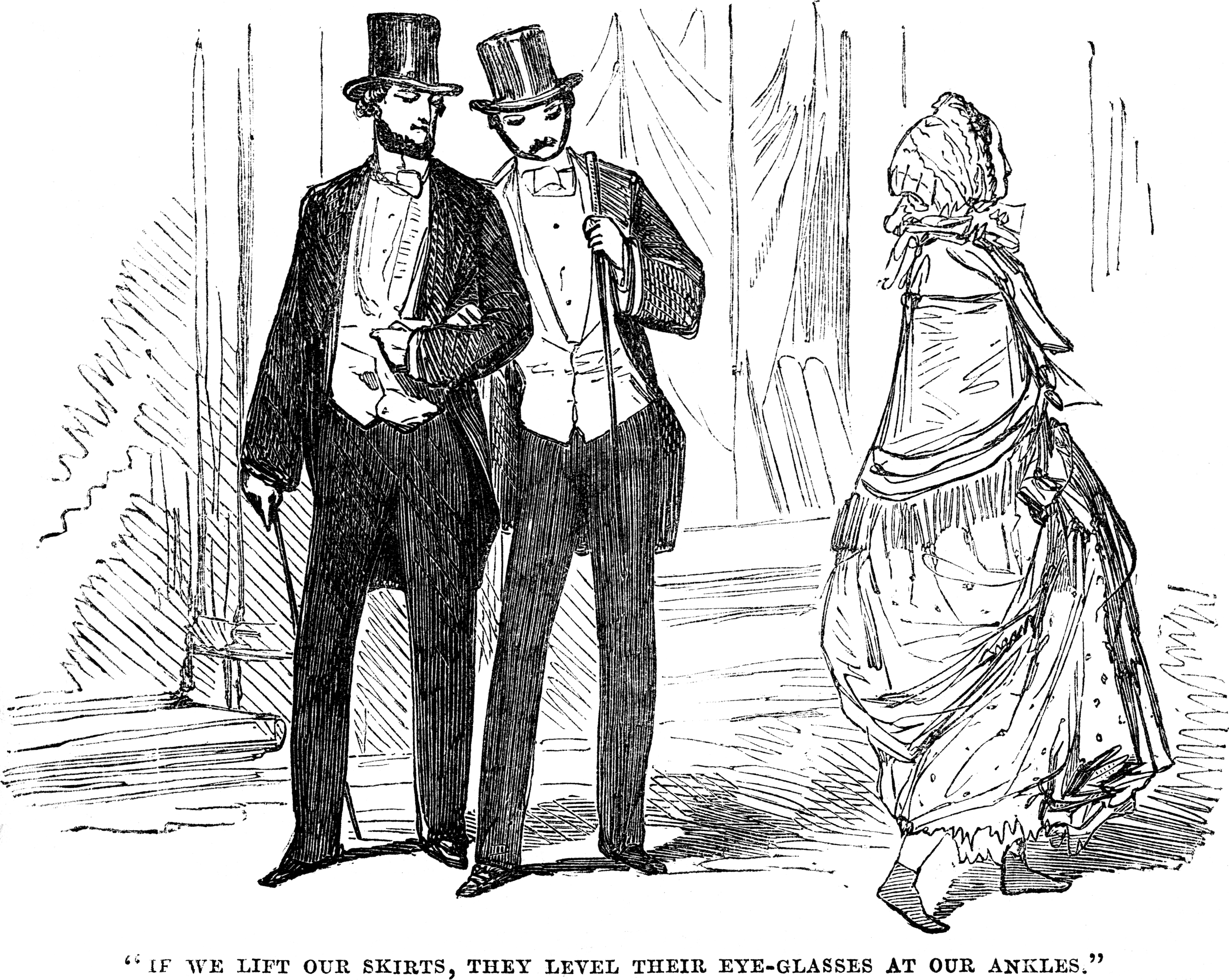
V období viktoriánské Anglie byly u žen za tabu považovány odhalené kotníky

Tabu je striktní sociální zákaz některé z lidských aktivit nebo sociálních zvyků označených za svaté a zakázané. Porušení tabu je obvykle ve společnosti považováno za nežádoucí a nepřípustné. Tento termín pochází z tonžštiny a objevuje se v mnoha polynézských kulturách. V těchto kulturách je tabu (nebo tapu či kapu) často spojeno s náboženstvím. Do Evropy toto slovo „přivezl“ v roce 1777 James Cook při návratu ze své cesty do jižních moří. Z angličtiny pak přešlo do většiny evropských jazyků.
Některá tabu jsou zakázána zákonem, některá vedou jen ke ztrapnění, hanbě, nebo nezdvořilosti. Také to, co v jedné společnosti je naprosté tabu, v jiné může být naprosto normálním chováním.
Tabu jsou například stravovací omezení (halal, košer, náboženské vegetariánství, ale i zákaz kanibalismu), omezení sexuálních aktivit a vztahů (sňatek, míšení ras, homosexualita, incest, pedofilie, nekrofilie,…), omezení tělesných projevů a funkcí a úpravy těla (říhání, plynatost, obřízka, odhalování částí těla — například kotníků ve viktoriánské Anglii[zdroj⁠?!]), užívání drog nebo také sprostých slov.
Žádné tabu není všeobecné, ale některá, jako například kanibalismus a incest, jsou společná většině společností. Tabu mohou vznikat z mnoha důvodů a sloužit mnoha důležitým funkcím ve společnosti. Často zůstávají v platnosti, i když původní důvod již vymizel. Tabu proto mohou ukazovat některé detaily ze života společnosti v minulosti.
Za tabu se považuje i hovor na zakázané téma. To může vést k deformaci (např. eufemismu) nebo nahrazení zakázaných slov. Marvin Harris, hlavní představitel kulturního materialismu se pokoušel vysvětlit tabu jako důsledek ekologických a ekonomických podmínek společnosti.
Také Sigmund Freud analyzoval tabu v chování člověka, přičemž zdůrazňoval nevědomé motivace vedoucí k takovým zákazům. Ve své práci Totem a tabu spojuje zakázané chování a zasvěcení objektů do příbuzenských skupin. Freud zde také uvádí, že existují jen dvě „univerzální“ tabu, a to incest a otcovražda, která tvoří základ moderní společnosti.